# Quinn Buckner
William Quinn Buckner (ur. 20 sierpnia 1954 w Phoenix) – amerykański koszykarz, rozgrywający. Mistrz NBA (1984), olimpijski (1976), uniwersjady (1973), brązowy medalista mistrzostw świata (1974). Wielokrotnie zaliczany do składów najlepszych obrońców ligi, późniejszy trener NBA.
Jest jednym z zaledwie trzech zawodników w historii, którzy mają na swoim koncie mistrzostwo stanu szkół średnich (1971, 1972), NCAA (1976), NBA (1984) oraz złoty medal olimpijski (1976). Dwaj pozostali to członkowie Koszykarskiej Galerii Sław - Jerry Lucas oraz Earvin „Magic” Johnson.

## Osiągnięcia

### NCAA
- Mistrz:
  - NCAA (1976)
  - sezonu regularnego konferencji (1973–1976)
- Uczestnik rozgrywek:
  - NCAA Final Four (1973, 1976)
  - Elite Eight turnieju NCAA (1973, 1975, 1976)
- Zaliczony do:
  - I składu Big Ten (1974, 1975)
  - III składu All-American (1975 przez NABC)
  - Akademickiej Galerii Sław Koszykówki (2015)[4]

### NBA
- Mistrz NBA (1984)
- Wicemistrz NBA (1985)
- 4-krotnie wybierany do II składu defensywnego NBA (1978, 1980–1982)[5]
- Lider play-off w średniej asyst (1978)[6]

### Kadra
- Mistrz:
  - olimpijski (1976)[7]
  - uniwersjady (1973)[8]
- Brązowy medalista mistrzostw świata (1974)[9]